# ماثيو هولمز
ماثيو هولمز (بالإنجليزية: Matthew Holmes)‏ هو سياسي نيوزلندي، ولد في 15 سبتمبر 1817، وتوفي في 27 سبتمبر 1901.